# Hotel Astória (São Petersburgo)
O Hotel Astória (em russo: гостиница "Астория") é um hotel cinco estrelas em São Petersburgo, na Rússia, que abriu pela primeira vez em dezembro de 1912. Tem 213 quartos, incluindo 52 suítes, e está localizado na Praça de São Isaac, ao lado da Catedral de São Isaac e em frente à histórica Embaixada Imperial da Alemanha. O Hotel Astória, junto com o hotel vizinho, Hotel Angleterre, é propriedade e gerido pelo grupo Rocco Forte Hotels e é membro da The Leading Hotels of the World. O hotel foi completamente remodelado em 2002.

## História
O Hotel Astória foi encomendado em 1910 pela Palace Hotel Company, sediada no Reino Unido, que possuía o terreno. Foi concebido pelo arquitecto russo-sueco Fyodor Lidval, que desenvolveu um estilo baseado em Art Nouveau e também influenciado pelo neoclassicismo. O hotel foi construído pela empresa alemã Wais e Freitag.
O hotel foi construído para receber os turistas que visitariam a Rússia para o tricentenário dos Romanov, uma grande celebração de 300 anos de governo imperial russo em maio de 1913. O Hotel Astoria abriu em 23 de dezembro de 1912. O hotel luxuoso foi usado durante as celebrações para abrigar os convidados da família imperial, e foi mais tarde popular entre a aristocracia. Rasputin se hospedou no hotel com algumas de suas amantes casadas.

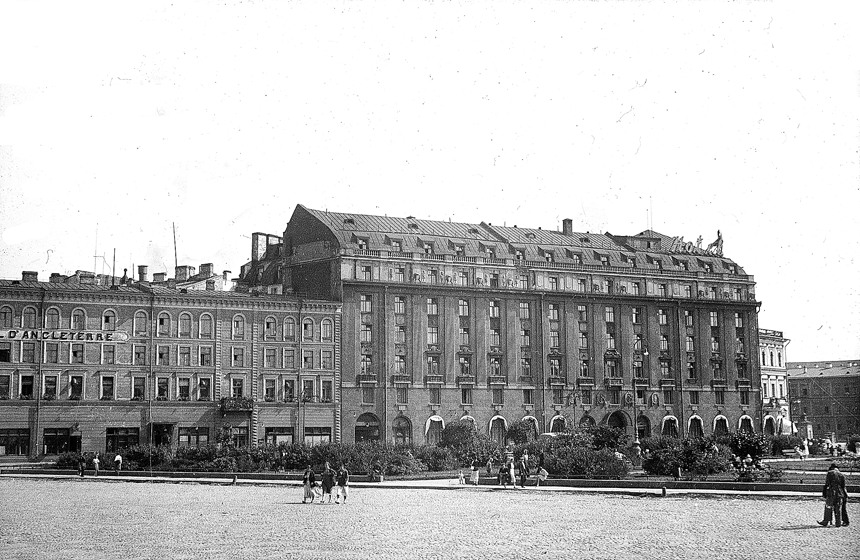
O Astória e o Anglaterre em 1930.

O Astória logo provou ser um sucesso maior do que o vizinho Hotel Angleterre, que foi indicado para demolição com o intuito da expansão do Astória projetado por Lidval, refletindo o edifício existente. No entanto, a eclosão da Primeira Guerra Mundial impediu o plano.
Após a Revolução Russa, o Hotel Astória abrigou membros do Partido Comunista. Lenin discursou de sua varanda em 1919. Durante a Segunda Guerra Mundial, o hotel serviu como um hospital de campo durante o Cerco de Leningrado. Adolf Hitler teria planejado realizar um banquete de vitória no Jardim de Inverno do hotel. Hitler estava tão convencido de que Leningrado cairia rapidamente que os convites para o evento foram impressos com antecedência.
O hotel foi administrado pelo grupo estatal Intourist durante o período soviético, até que fechou em 1987 para reformas. Reabriu em 1989, completamente restaurado. O grupo Rocco Forte Hotels compraram o hotel em dezembro 1997 e gastaram 20 milhões de dólares em renovações adicionais. O hotel foi reformado novamente em 2012 para o seu centenário.
Rocco Forte Hotels também possui e gerencia do adjacente Hotel Angleterre. É comercializada como a asa de classe empresarial da mais luxuosa irmã, a Astória. Os pisos superiores dos quartos dos dois hotéis são conectados.

## Hóspedes Famosos
Os hóspedes famosos do hotel incluem Lenin, Isadora Duncan, H.G. Wells, Príncipe Charles, Luciano Pavarotti, Madonna, Elton John, Jack Nicholson, Vladimir Putin, Alain Delon, Gina Lollobrigida, Marcello Mastroianni, Pierre Cardin, Jean Paul Gaultier , Margaret Thatcher, Jacques Chirac, Tony Blair, o ex-presidente dos EUA, George W. Bush.
Escritor Mikhail Bulgakov passou sua lua de mel no hotel em 1932 e é dito que ele escreveu partes de O Mestre e Margarida no quarto 412.